# Éramos Seis (1994)
Éramos Seis é uma telenovela brasileira produzida pelo SBT e exibida de 9 de maio a 5 de dezembro de 1994, em 180 capítulos. Retomando a faixa de telenovelas baseadas em romances brasileiros, substituiu Brasileiras e Brasileiros e foi substituída por As Pupilas do Senhor Reitor.
Baseada no romance de mesmo título, lançado em 1943 por Maria José Dupré, foi adaptada por Silvio de Abreu e Rubens Ewald Filho, com direção de Henrique Martins e Del Rangel e direção geral de Nilton Travesso. Foi a quinta versão do livro adaptada em telenovela, após a versão da Record de 1958, a versão da TV Itacolomi de 1960 e as duas da Rede Tupi, de 1967 e de 1977.
Contou com as participações de Irene Ravache, Othon Bastos, Jandir Ferrari, Tarcísio Filho, Luciana Braga, Leonardo Brício, Jussara Freire e Paulo Figueiredo.
Venceu a 35ª edição da premiação do Troféu Imprensa de melhor novela, sendo até hoje a única telenovela do SBT a receber tal prêmio. Irene Ravache ganhou o Troféu Imprensa de melhor atriz pelo papel de Dona Lola, sendo, a única vez que uma atriz ganhou esse prêmio numa novela do SBT.[carece de fontes?]

## Produção
Em 1993, o SBT parou de comprar telenovelas da Televisa e começou a investir em folhetins brasileiros. Logo, em 1994, Sílvio de Abreu e Rubens Ewald Filho adaptaram Éramos Seis de um romance homônimo de Maria José Dupré. Anteriormente, Sílvio de Abreu e Rubens Ewald Filho já haviam adaptado a mesma obra na telenovela homônima da Rede Tupi em 1977. Este remake do SBT é a quarta versão da história de Dona Lola que chegava à televisão brasileira. A primeira versão foi em 1958 na Record, ainda na fase de dois capítulos por semana e ao vivo, protagonizada por Gessy Fonseca e Gilberto Chagas. Em 1960 foi ao ar a segunda versão, uma produção regional da TV Itacolomi, produzida por Léa Delba. Cleyde Yáconis e Silvio Rocha protagonizaram a terceira versão de 1967, já diária, na Rede Tupi. Nicette Bruno e Gianfrancesco Guarnieri, dez anos depois, deram vida ao casal Lola e Júlio na quarta versão também na Tupi.
Éramos Seis foi orçada em US$ 5,5 milhões, em 170 capítulos, sendo que cada um terá um orçamento de US$ 35 mil, quase o mesmo que a Globo gasta numa novela de porte médio, e foi a primeira produção do SBT na Via Anhangüera, no futuro CDT da Anhangüera que ainda estava em construção, onde foram gravadas as externas na cidade cenográfica especialmente construída - num investimento de mais de 2 milhões de dólares - e que tinha também, alguns ambientes reproduzindo o que havia de cenário nos estúdios no bairro do Sumaré, da antiga Rede Tupi que foram reformados pelo SBT para gravar a novela.
Ao final de cada capítulo, ao invés de exibir as cenas do próximo, como era costume, aparecia um personagem da novela falando com o público, olhando diretamente para a câmera e falava de seus problemas na história. A protagonista Dona Lola, por exemplo, falava do marido, dos filhos, da vida dura, coisas como "Eu poderia não me preocupar, mas eu me preocupo. É minha filha... E agora se envolveu com esse tal Felício... Eu só espero que não aconteça o que eu mais temo, que é ver a minha filha, a minha Isabel, sofrendo". A Rede Tupi já apresentara esse mesmo recurso em Vitória Bonelli, em 1972. Em 5 de dezembro de 1994, após o último capítulo de Éramos Seis, foi exibido pelo SBT um especial reunindo o elenco de Éramos Seis com o elenco de As Pupilas do Senhor Reitor, sua substituta no horário. Apresentado ao vivo por Hebe Camargo, o programa foi transmitido diretamente do Palácio das Convenções do Anhembi Parque, em São Paulo.
Em 2012, o SBT cogitou fazer outro remake da obra, porém desistiu

### Escolha do elenco
Irene Ravache interpreta Lola, a atriz estava ausente das telenovelas desde Brasileiras e Brasileiros de 1990. Chica Lopes interpretou neste remake a mesma personagem que havia vivido na versão de 1977, Durvalina, a empregada de Dona Lola. Jussara Freire e Paulo Figueiredo também estiveram nas duas novelas, mas fazendo pares românticos diferentes: Olga e Zeca em 1977, e Clotilde e Almeida em 1994. Também Lia de Aguiar, que em 1994 foi Dona Marlene, mãe de Júlio, na primeira versão fez uma rápida aparição como a Madre Superiora do asilo onde Lola termina seus dias. No início da telenovela, o nome da atriz mirim Paula Cidade foi creditada como Paulo Cidade, mas logo foi corrigido. Éramos Seis foi a primeira novela da então top model Ana Paula Arósio, e Otaviano Costa e também a estreia numa novela de Caio Blat e Wagner Santisteban, pré-adolescentes na época.

### Diferenças do livro
A história apresenta algumas diferenças em relação ao livro de onde foi adaptada. Pelo critério da produção e direção foram inclusos alguns personagem inexistentes ou apenas citados. O núcleo da família de Dona Genu teve o acréscimo dos personagens Virgolino (seu marido) e o seu filho Lúcio (que no livro inexistem, pois a vizinha de Dona Lola é viúva e tem quatro filhas e um genro. Seu único filho homem morreu pouco depois do marido.). Das 4 filhas de Dona Genu no livro, a novela mantém apenas Lili (embora com história e personalidade próprias do texto da novela, já que no livro as filhas de Dona Genu são apenas mencionadas e quase não aparecem). Diferentemente do livro (onde Dona Genu é uma personagem mais densa, séria e dramática) a personagem interpretada por Jandira Martini manteve um tom muito mais leve e bem-humorado, formando um casal com características de comédia ao lado de Marcos Caruso (seu marido Virgolino).
Carmencita, Alonso e Pepa não existem no livro, assim como Karime, Layla e Assad (no livro o patrão de Júlio é Sr Barbosa). Almeida não existe no livro, sendo que a personagem Clotilde termina solteira, e depois de temporadas em São Paulo, volta a Itapetininga definitivamente. Também não existem no livro os personagens Tavinho (os filhos de Olga não são mencionados por nome nem participam da ação), Marion (no livro, Júlio não tem uma amante), Higino, Alaor, Marcos, José Aranha, e o casal Neves e Leontina. A ex-mulher de Felício e seu primeiro filho são apenas citados no livro; na novela os personagens participam da ação e são nomeados como Zulmira e Eduardo. Também são apenas citados no livro a professora Benedita e um dos amigos de Alfredo quando criança, Raio Negro. Na novela eles participam da ação (sendo a professora Benedita apenas na primeira fase).
Na novela, a filha de Dona Lola chama-se Maria Isabel; no livro seu nome é apenas Isabel. Ela tem dois filhos homens com Felício (o mais velho chama-se Carlos em homenagem ao tio); na novela ela tem apenas uma filha, Silvinha. A ordem em que as coisas acontecem também teve alteração na adaptação para a TV. No livro o filho mais velho, Carlos, morre no fim da história da mesma doença do pai (úlcera) e nada tem a ver com a versão apresentada em que ele morre vitimado por um tiro na Revolução de 1932 no meio da história. Essa versão, na verdade, é proveniente da adaptação anterior do livro, Éramos Seis  em 1977, na extinta TV Tupi; os autores precisaram liberar o ator Carlos Augusto Strazzer, que interpretava Carlos, no meio da novela, para que ele assumisse o papel principal da novela O Profeta. Com isso, o final do personagem Carlos foi modificado e antecipado; no livro Carlos é o último filho a permanecer com Dona Lola, na novela é Isabel a última a deixar a mãe.
Não há o namoro de Julinho e de Isabel com seus vizinhos Lili e Lúcio, nem o de Carlos com Carmecita (personagem inventada), nem de Alfredo com Adelaide, Carmencita e Karime. A Revolução de 1932, mostrada na segunda fase da novela, em que Alfredo e Lúcio lutam, na verdade foi vivida no livro pelo personagem Carlos, e Alfredo após esta fase já tinha fugido de casa para se alistar na Marinha Norte-Americana. A personagem Tia Emilia não tem a proximidade mostrada na versão televisiva, e quase na reta final do livro Tia Emília morre, o que não ocorre na novela. Ela tem pelo menos seis filhos, e vários netos e bisnetos, que a novela deleta, mantendo apenas as duas filhas mencionadas por nome no livro: Justina e Adelaide. Porém, no livro as duas são personagens completamente diferentes da novela: ambas tem mais de cinquenta anos, sendo que Justina é uma viúva sem filhos e morre no início do livro (e não uma moça com problemas mentais), e Adelaide é apenas uma solteirona que vive com a mãe (na novela, Adelaide é uma mulher à frente do seu tempo, feminista e politizada, que chega da Europa, e se envolve com o primo Alfredo).
A mãe de Lola e a mãe de Júlio não tem seus nomes mencionados no livro, que é narrado em primeira pessoa pela personagem Lola. Esta se refere à mãe como "mamãe" e à sogra como "minha sogra" e "a mãe de Júlio". Na novela elas foram nomeadas como Dona Maria e Dona Marlene, respectivamente. A mãe de Lola morre bem antes de Júlio, ao contrário da novela. A personagem Tia Candoca é uma viúva com filhos e netos no livro. Na novela é uma viúva sem filhos. O personagem Zeca quase não aparece no livro; na novela ele participa ativamente da ação, compondo com a esposa Olga o casal cômico do drama (no livro os personagens não tem essa característica). O próprio núcleo de Itapetininga (formado por Zeca, Olga, Dona Maria, Tia Candoca, Tavinho, e os outros filhos de Olga e Zeca) formou o núcleo cômico da novela, o que não ocorre no livro. Personagens do livro que foram descartados na novela: Maria (irmã de Júlio); Leonor e Joca (filhas de Dona Genu, além de uma quarta filha da personagem, que não tem o nome mencionado); tio Inácio (tio de Júlio que mora em Itapetininga); Mocinha (filha de tia Candoca) e seu marido Nelson; tia Elvira (tia de Lola que é irmã de tia Emília);  Carlos (filho de Isabel cujo nome é uma homenagem ao tio. No livro, Isabel tem dois filhos, na novela apenas uma filha), Benedita (cozinheira de Tia Candoca) e a netinha de Tia Candoca que mora com ela quando a avó se muda para São Paulo.
O período de tempo na novela é mais curto em comparação ao livro. Embora a história termine em 1942 tanto no livro quanto na novela, o início do livro se dá no final de 1914, cobrindo vinte e oito anos da vida de Dona Lola e sua família. Na novela a trama começa em 1921, tendo três fases: 1921-1922, 1931-1932, e 1942.

## Enredo
O cotidiano da vida de Dona Lola, ao lado do marido Júlio e dos quatro filhos (Carlos, Alfredo, Isabel e Julinho) desde quando estes eram pequenos até a idade adulta, quando Dona Lola termina seus dias sozinha numa casa para idosos. A trama se inicia em São Paulo em 1921, com a família Lemos vivendo na Avenida Angélica, com a luta de Júlio para pagar as prestações de sua casa à Caixa Econômica Federal e para criar os quatro filhos. A história transcorre todos os fatos marcantes da vida de Dona Lola: a dura luta para criar os filhos; a morte do marido que traz uma reviravolta na família obrigando os filhos a trabalharem e abandonarem os estudos; a morte de Carlos, o filho mais velho, vítima na Revolução de 1932, os problemas com Alfredo, metido com movimentos políticos e badernas; a união precoce de Isabel com Felício (Marco Ricca) um homem bem mais velho e casado; o casamento de Julinho com uma moça da sociedade, e o desfecho da história com a ida de Dona Lola para um asilo.
Entre tanto sofrimento, alguns momentos leves, como a amizade de Lola com a vizinha Genu (Jandira Martini), casada com Virgulino (Marcos Caruso)  que trabalha na Companhia Telefônica , e os passeios à casa de sua mãe, Dona Maria (Yara Lins) que faz doces por encomenda, no interior em Itapetininga, onde moram suas duas irmãs, Clotilde (Jussara Freire) e Olga                       (Denise Fraga), e sua tia hipocondríaca, Candoca (Wilma de Aguiar). A espevitada Olga, se casa com o farmacêutico Zeca (Osmar Prado) e juntos dão início a uma grande prole. Clotilde se apaixona por Almeida, um amigo de Júlio e companheiro de serviço na loja de tecidos do Sr. Assad, mas não consegue romper com os padrões morais da sociedade quando tem de decidir no morar com ele que é desquitado/divorciado.

## Exibição
Prevista para ser lançada em 2 de maio de 1994, o SBT adiou em uma semana a estreia de Éramos Seis, por causa da morte do piloto de Fórmula 1 Ayrton Senna. No horário inicialmente anunciado para a estreia, Irene Ravache deu um depoimento dizendo que a novela não poderia ir ao ar num momento tão triste para a população brasileira. Exibida em dois horários a partir de sua estreia em 9 de maio de 1994, Éramos Seis começava imediatamente após a apresentação da novela das sete horas na Rede Globo, A Viagem, às 19h45 e reprisada logo após a novela das oito, Fera Ferida. Era uma estratégia do SBT que permitia aos telespectadores assistir às novelas da emissora concorrente para depois trocar de canal e acompanhar Éramos Seis. Em 31 de maio, um sábado, das 14h40 às 18h, o SBT reprisou os capítulos daquela semana da novela. Em Portugal, a trama foi vendida para a TVI e mais tarde foi reexibida pela RTP1, no ano de 2013.
| “ | Esta é uma novela que não terminou! Riso e pranto prosseguem, criando em nós o velho hábito de sonhar. A Avenida Angélica de ontem, transforma-se num rio que leva para o mar da noite a graça de um tempo que pede para ser eterno. Outras Lolas e outros Júlios virão, oferecendo à paisagem angustiada a rosa de seu amor. Entre personagens povoados de poesia, o personagem maior é o estado de São Paulo - o glório São Paulo de 32, no sentir de Guimarães Rosa. Éramos seis e hoje somos tantos a pedir que aconteça em nossas vidas o suave milagre dos dias de outrora! (Texto de Paulo Bomfim que encerrou o último capítulo da novela) | ” |

### Reprise
O SBT reprisou a trama de 22 de janeiro a 23 de maio de 2001, no horário das 18h, substituindo o programa Disney Club e sendo substituída por O Direito de Nascer. Em 2010, o SBT cogitou uma segunda reprise, às 22h, substituindo A História de Ana Raio e Zé Trovão.
Em 2017, a Rede Globo adquiriu os direitos de adaptação do livro para a produção da quinta versão da telenovela, em 2019, o que impede o SBT e a Record de reprisarem na televisão aberta suas adaptações anteriores.

## Elenco
| Intérprete            | Personagem                      |
| --------------------- | ------------------------------- |
| Irene Ravache         | Eleonora Abílio de Lemos (Lola) |
| Othon Bastos          | Júlio Abílio de Lemos           |
| Tarcísio Filho        | Alfredo                         |
| Luciana Braga         | Isabel                          |
| Jandir Ferrari        | Carlos                          |
| Leonardo Bricio       | Julinho                         |
| Jussara Freire        | Clotilde                        |
| Paulo Figueiredo      | Argemiro Almeida (Almeida)      |
| Denise Fraga          | Olga                            |
| Osmar Prado           | José Carlos (Zeca)              |
| Jandira Martini       | Genu                            |
| Marcos Caruso         | Virgulino                       |
| Eliete Cigarini       | Carmencita                      |
| João Vitti            | Lúcio                           |
| Flávia Monteiro       | Lili                            |
| Nathalia Timberg      | Emília                          |
| Bete Coelho           | Adelaide                        |
| Mayara Magri          | Justina                         |
| Yara Lins             | Maria                           |
| Wilma de Aguiar       | Candoca                         |
| Chica Lopes           | Durvalina                       |
| Umberto Magnani       | Alonso                          |
| Marco Ricca           | Felício                         |
| Luciene Adami         | Maria Laura                     |
| Antônio Petrin        | Dr. Jorge Assad (Assad)         |
| Angelina Muniz        | Karime                          |
| Maria Estela          | Layla                           |
| Nelson Baskerville    | Marcos                          |
| Elizângela            | Marion                          |
| Rodrigo López         | Alaor                           |
| Rosaly Papadopol      | Marta                           |
| Eduardo Silva         | Raio Negro                      |
| Felipe Levy           | Gusmões                         |
| Paulo Hesse           | Higino                          |
| Clarisse Abujamra     | Dora Bulcão                     |
| Caio Blat             | Carlos (jovem)                  |
| Wagner Santisteban    | Alfredo (jovem)                 |
| Carolina Vasconcellos | Isabel (jovem)                  |
| Rafael Pardo          | Julinho (jovem)                 |
| Júlia Ianina          | Carmencita (jovem)              |
| Roberto Lima          | Lúcio (jovem)                   |
| Paula Ciudad          | Lili (jovem)                    |
| Carolina Gregório     | Maria Laura (jovem)             |
| Welligton Rodrigues   | Raio Negro (jovem)              |
| Otaviano Costa        | Tavinho                         |
| Tuca Graça            | Tavinho (jovem)                 |
| Anna Paula Fecker     | Maria Emília                    |
| Giovanna Stefanelli   | Emiliana                        |

### Participações especiais
| Ator                   | Personagem              |
| ---------------------- | ----------------------- |
| Nina de Pádua          | Pepa                    |
| Ana Paula Arósio       | Amanda                  |
| Ney Latorraca          | Palhaço Sorriso         |
| Rosi Campos            | Paulette                |
| Roberto Arduim         | José Aranha (Aranha)    |
| Rogério Raineri        | Ladrão                  |
| Cláudio Chakmati       | Farmacêutico            |
| Ariel Moshe            | Sr. Flores              |
| Marilena Ansaldi       | Madame Bulhões          |
| Maria Aparecida Báxter | Madre Superiora         |
| Homero Kossac          | Mr. Hilton              |
| Cláudio Curi           | Dr. Claudio             |
| Muíbo Cury             | Calux                   |
| Tadeu di Pietro        | Militar                 |
| João Bourbonnais       | Conde noivo de Adelaide |
| Chris Couto            | Zulmira                 |
| Letícia Scarpa         | Antonieta               |
| Lui Strassburger       | Neves                   |
| Petê Marchetti         | Leontina Neves          |
| Alexandre Frederico    | Drausio                 |
| Milton Levy            | Médico de Itapetininga  |
| Osmar di Pieri         | Simão                   |
| Lia de Aguiar          | Marlene                 |
| Cláudia Mello          | Profª. Benedita         |
| Régis Monteiro         | Dr. Azevedo             |
| Douglas Aguillar       | Roberto Amaral Bueno    |
| Saulo Demetrius        | Eduardo Amaral Bueno    |
| Carla Diaz             | Eliana Almeida          |
| Francis Helena         | Silvinha Almeida        |
| Osmar Amorim           | Vítor                   |
| Luiz Carlos Bahia      | Vendedor da loteria     |
| Germano Melo           | Palhaço                 |

## Música
A trilha sonora foi lançada em um álbum duplo junto com a de As Pupilas do Senhor Reitor.
Lista de faixas
| N.º | Título              | Música                   | Personagem tema       | Duração |  |
| 1.  | "Mulher"            | Zé Renato                | Isabel e Felício      | 3:35    |  |
| 2.  | "Juras"             | Rosa Passos              | Carlos e Carmencita   | 3:12    |  |
| 3.  | "Pra Dizer Adeus"   | Elis Regina e Zimbo Trio | Lola                  | 3:47    |  |
| 4.  | "Lamentos"          | Zizi Possi               | Olga e Zeca           | 3:55    |  |
| 5.  | "Canta, Canta Mais" | Vânia Bastos             | Clotilde              | 3:02    |  |
| 6.  | "Água Doce"         | Ivan Lins                | Lola                  | 3:36    |  |
| 7.  | "Chora Coração"     | Tom Jobim                | Julinho e Maria Laura | 2:54    |  |
| 8.  | "Violão"            | Fátima Guedes            | Alfredo               | 3:16    |  |

Outras canções não incluídas
- "Valsinha" - Chico Buarque e Vinícius de Moraes (tema de abertura)
- "Valsinha" - Quarteto em Cy (tema de Lola e Júlio)
- "Branca" - Francisco Petrônio (tema de Júlio)

## Repercussão
Éramos Seis foi considerada pela imprensa como uma produção séria da emissora, Esther Hamburger disse à Folha de S.Paulo que a novela fez um "sucesso discreto", Telmo Martino, de O Globo, disse que a novela ficou "com a fama de um pequeno sucesso", enquanto Nilson Xavier do Teledramaturgia disse que foi "um grande sucesso para o SBT".

## Audiência
A estreia de Éramos Seis registrou audiência média de 11 pontos na Grande São Paulo das 19h50 às 20h35, os números são do Ibope e indicam que 437.690 domicílios sintonizaram a estreia. No mesmo horário, a Rede Globo, com o São Paulo Já e o Jornal Nacional, alcançou média de 52,5 pontos (2.088.975 residências) na Grande São Paulo durante a novela do SBT. Antes, a emissora de Silvio Santos vinha registrando médias de 15 pontos (596.850 domicílios) entre 19h50 e 20h35. No mesmo horário, a Globo costumava atingir médias de 45 pontos (1.790.550 residências). Éramos Seis foi considerada uma novela de sucesso, atingindo pico de 22 pontos de audiência no Ibope (880 mil domícilios). As médias ficaram em 15 pontos (640 mil domicílios) na primeira vez que a novela ia ao ar e 13 pontos (520 mil domicílios) na segunda edição.

## Prêmios
APCA (1995)
- Melhor novela
- Melhor atriz - Irene Ravache
- Melhor ator coadjuvante - Tarcísio Filho

Troféu Imprensa (1995)
- Melhor novela
- Melhor atriz - Irene Ravache

## Outras adaptações
- Éramos Seis (1945) —  filme argentino dirigido por Carlos Borcosque e protagonizado por Sabina Olmos, foi a primeira e única versão exibida para o cinema.
- Éramos Seis (1958) primeira versão televisionada protagonizada por Gessy Fonseca, sendo exibida pela Record.
- Éramos Seis (1960) segunda versão, foi uma produção regional da TV Itacolomi produzida por Léa Delba.
- Éramos Seis (1967) terceira adaptação, sendo protagonizada por Cleyde Yáconis e transmitida pela Rede Tupi.
- Éramos Seis (1977) quarta versão novamente exibida pela Rede Tupi e com Nicette Bruno como protagonista.
- Éramos Seis (2019) sexta versão com Glória Pires e exibida pela Rede Globo.